# Haythem Jouini
Haythem Jouini (Túnez, 7 de marzo de 1993) es un futbolista tunecino que juega como delantero en el Al-Quwa Al-Jawiya de la Liga de Estrellas de Irak.

## Trayectoria
Comenzó su carrera futbolística en el Esperance Tunis de la liga tunecina, con el que se proclamó subcampeón de Liga la temporada 2015-16 y campeón de Copa. Marcó 6 goles en 17 partidos en dicha edición de la Ligue 1 de Túnez.
En la temporada 2016-17 firmó por el C. D. Tenerife.

## Selección nacional
En marzo de 2023 hizo su debut con la selección absoluta de Túnez disputando dos encuentros de clasificación para la Copa Africana de Naciones de 2023 ante Libia. En ambos marcó un gol y el segundo de ellos garantizó la participación de Túnez en la fase final del torneo.

## Clubes
| Club                       | País                   | Año       |
| -------------------------- | ---------------------- | --------- |
| Espérance de Tunis         | Túnez                  | 2012-2016 |
| C. D. Tenerife             | España                 | 2016-2017 |
| Espérance de Tunis         | Túnez                  | 2017-2020 |
| Al-Ain F. C.               | Arabia Saudita         | 2020      |
| El-Mokawloon El-Arab S. C. | Egipto                 | 2020-2021 |
| Al-Ahly Benghazi           | Libia                  | 2021-2022 |
| Stade Tunisien             | Túnez                  | 2022-2024 |
| Dibba Al-Hisn S. C.        | Emiratos Árabes Unidos | 2024-2025 |
| Al-Quwa Al-Jawiya          | Irak                   | 2025-     |